# Saint-Martial-de-Gimel
Saint-Martial-de-Gimel is een gemeente in het Franse departement Corrèze (regio Nouvelle-Aquitaine) en telt 498 inwoners (2005). De plaats maakt deel uit van het arrondissement Tulle.

## Geografie
De oppervlakte van Saint-Martial-de-Gimel bedraagt 24,4 km², de bevolkingsdichtheid is 20,4 inwoners per km².
De onderstaande kaart toont de ligging van Saint-Martial-de-Gimel met de belangrijkste infrastructuur en aangrenzende gemeenten.

## Demografie
Onderstaande figuur toont het verloop van het inwonertal (bron: INSEE-tellingen).